# Green Ethernet
Green Ethernet es una tecnología de ahorro de energía privativa introducida en el mercado de las TI por D-Link.

## Definición
El IEEE (Institute of Electrical and Electronics Engineers) había designado un grupo de trabajo para investigar la eficiencia energética en el hardware de redes; sin embargo, se encuentran en una fase preliminar y aún sin fecha de ratificación. D-Link ha introducido su propia tecnología en el mercado para satisfacer la demanda de «redes verdes» antes de la ratificación.
A diferencia de la propuesta IEEE (802.3az), basada en la carga del enlace, la tecnología Green Ethernet funciona en uno de los dos modos. Primero detecta el estado del enlace, lo que permite que cada puerto del switch pase a modo de espera o de «dormir» cuando un dispositivo de estación final, como un PC, no está activo. Segundo, detecta la longitud del cable y ajusta convenientemente el uso energético. El estándar Ethernet actual permite switches con suficiente potencia para enviar una señal que alcanza hasta los 100 metros de longitud. Sin embargo, a menudo no es necesario, en especial en los hogares, donde solo se usan 5 o 10 metros de cable para alimentar un dispositivo.

## Ahorro energético
Primero se utilizó Green Ethernet en switches domésticos y switches inteligentes. No obstante, los switches domésticos y otros dispositivos con pocos puertos consumen menos en comparación con los switches usados en las empresas; en estos casos, no se obtienen un ahorro considerable con la tecnología. D-Link asegura que se puede obtener un ahorro energético de hasta el 80 % con los switches Green Ethernet, lo que se traduce en una mayor vida del producto dada la reducida disipación del calor.

## Routers
En agosto del 2008, D-Link anunció aún más mejoras, como la incorporación de esta tecnología en sus routers inalámbricos. Los routers Gigabit Wireless N dispondrán de un programador WLAN que permitirá determinar cuándo están activas o inactivas las radioseñales Wi-Fi para así reducir más el consumo eléctrico. Por medio de actualizaciones de firmware, los routers anteriores, adquiridos antes de ese momento, dispondrán de esta tecnología.